# Семмі в Сибіру
Семмі в Сибіру (англ. A Sammy In Siberia) — американська короткометражна кінокомедія режисера Хела Роача 1919 року.

## Сюжет
Американський солдат заблукав у Сибіру, де зустрів місцеву дівчину і врятував її від бандитів.

## У ролях
- Гарольд Ллойд — Семмі — американський солдат
- Снуб Поллард — більшовицький офіцер
- Бібі Данієлс — Ольга — російська дівчина
- Семмі Брукс — солдат
- Воллес Хоу
- Ді Лемптон
- Гас Леонард
- Мері Москіні
- Фред С. Ньюмейер